# Сущанський заказник
Суща́нський заказник — лісовий заказник місцевого значення в Україні. Розташований у межах Олевського району Житомирської області, неподалік від села Сущани. 
Площа 139,5 га. Статус присвоєно згідно з рішенням 22 сесії облради 7 скликання від 07.02.2019 року № 1377. Перебуває у віданні «Олевський лісгосп АПК» (Сущанське лісництво, кв. 54, 55). 
Статус присвоєно для збереження частини лісового масиву з крушиново-орляково-брусничними ценозами. Значну цінність мають рослини, занесені до Червоної книги України  — осока затінкова, плаун колючий, любка дволиста. Водяться рідкісні види птахів: глушець та лелека чорний.